# Frimärken med amerikanska presidenter som motiv
Amerikanska presidenter har sedan mitten av 1800-talet varit det vanligaste motivet på amerikanska frimärken. 1847-1869 hade alla federala amerikanska frimärken engraverade porträtt av antingen USA:s presidenter eller Benjamin Franklin. 1869 bröts traditionen och ett flertal andra motiv användes på de federala frimärkena, bland annat ett lokomotiv och en häst. Detta visade sig inte så populärt varför traditionen med amerikanska presidenter samt Benjamin Franklin återupptogs redan året därpå. Dock med lite större variation, eftersom nu också andra kända amerikaner avbildades, bland annat Henry Clay, Daniel Webster, Alexander Hamilton och General Winfield Scott.

## Första utgåvan av olika presidentfrimärken
|  |  |  |  |

## George Washington
George Washington, född den 22 februari 1732, död den 14 december 1799, var USA:s förste president.

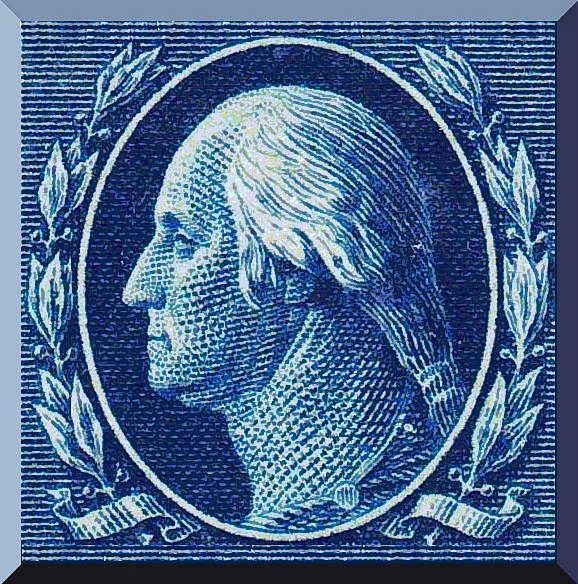
~ Washington ~
----
Eftersom det inte finns några fotografier av Washington och porträtt vanligtvis hängde i museer och konsthallar blev de flesta amerikaner bekanta med Washingtons utseende genom frimärken där han avbildats.

### Washingtons 200-årsdag
Den 1 januari 1932 gav U.S. Post Office ut en serie om 12 frimärken med olika Washington-porträtt, som ett sätt att uppmärksamma att det gått 200 år sedan Washington föddes.

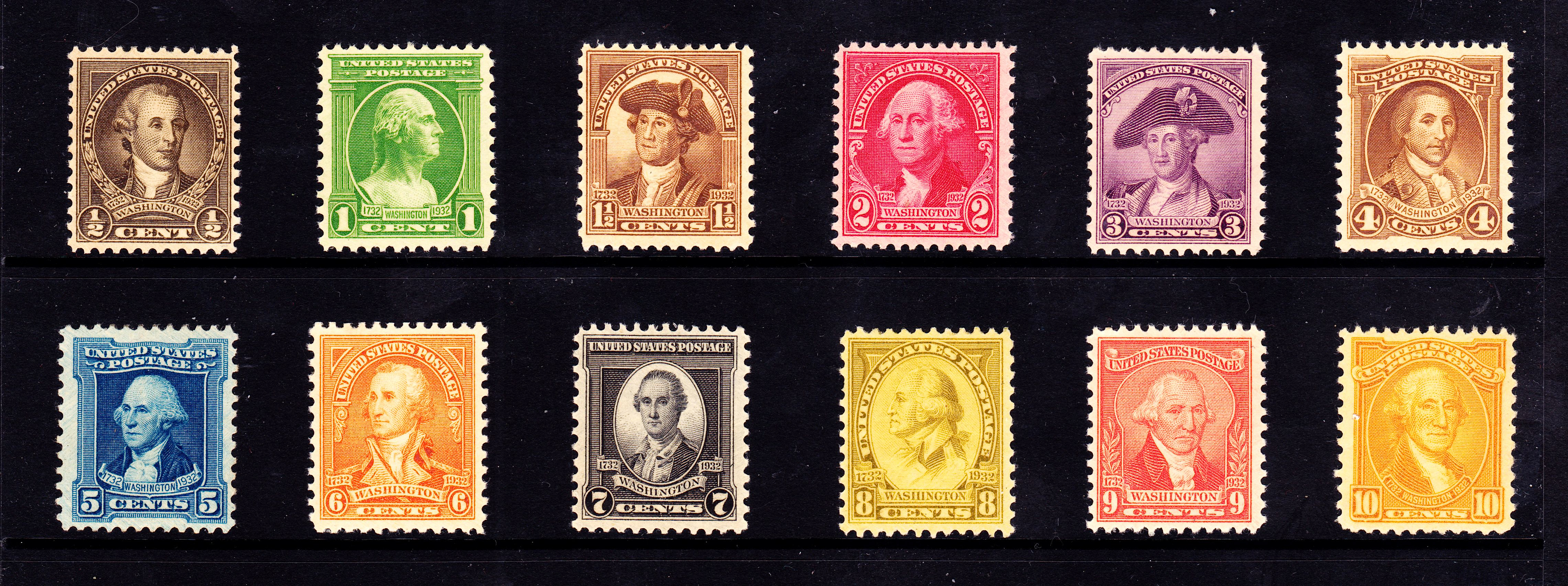
~ Washington Bicentennial, utgåva från 1932 ~